# Vorta
A vorták a Star Trek-franchise  szereplői. A Star Trek: Deep Space Nine sorozatban tűnnek fel először. A Domínium alattvalói és főbb hivatalnokai az elcseréltek irányítása alatt. A tévésorozat eredeti és magyar szinkronjában gyakran hivatkoznak „vorták” helyett „a vortára” mint soktagú fajra is.

## Külső

Weyoun

Erősen humanoid felépítés jellemzi őket, megkülönböztetű jellegzetességük azonban a hosszú és hegyes, a fejjel összenőtt fülkagyló.
Genetikailag kifejlesztett faj, amelyet az Alapítók, a Domínium urai fejlesztettek ki. A vorták istenként tisztelik az alapítókat, és mindenben engedelmeskednek a parancsaiknak.
Weyoun, a sorozatból legismertebb vorta elmondása szerint a vorták eredetileg csekélyebb értelmű, majomszerű élőlények voltak. Egyszer elrejtettek egy elcseréltet üldözői elől, mire az megígérte, hogy hatalmas, tiszteletre méltó fajjá teszi a vortákat. Megtartotta az ígéretét, és genetikai módosítások után a vorták elfoglalták helyüket az alapítók oldalán, ők a Dominium diplomatái. A vorták ellenállnak a legtöbb méregnek, ami a diplomatáknak igen hasznos.
A vorták a klónozás mesterei. Ha valamelyik vorta meghal, akkor klónja állhat a helyébe. Nem ismert azonban, hogy képesek-e klónozás nélkül is szaporodni.
Ha elfogják őket, akkor öngyilkosságot kell elkövetniük. Ha nem teljesítik ezt, akkor amint újra a Domínium kezére kerülnek, kihallgatják őket, hogy mit mondtak el az ellenségnek, majd kivégzik őket.

## Ismert vorták
- Weyoun IV-VIII.
- Kilana
- Yelgrun
- Keevan
- Elise